# بيل غلوس
بيل غلوس (بالإنجليزية: Bill Glose)‏ (ولد في ريفرسايد، كاليفورنيا، الولايات المتحدة) صحفي وشاعر وكاتب خيالي أمريكي. معروف بفوزه بجائزة سكوت فيتزجيرالد في عام 2001 عن القصة القصيرة وديوان الشعر نصف رجل وهو مجموعة شعرية عن تجربته في حرب الخليج الثانية.
كان قائد فصيلة البندقية خلال حرب الخليج الثانية ولاحقا قائد فصيلة دلتا (المضادة للدبابات).